# 涮涮鍋

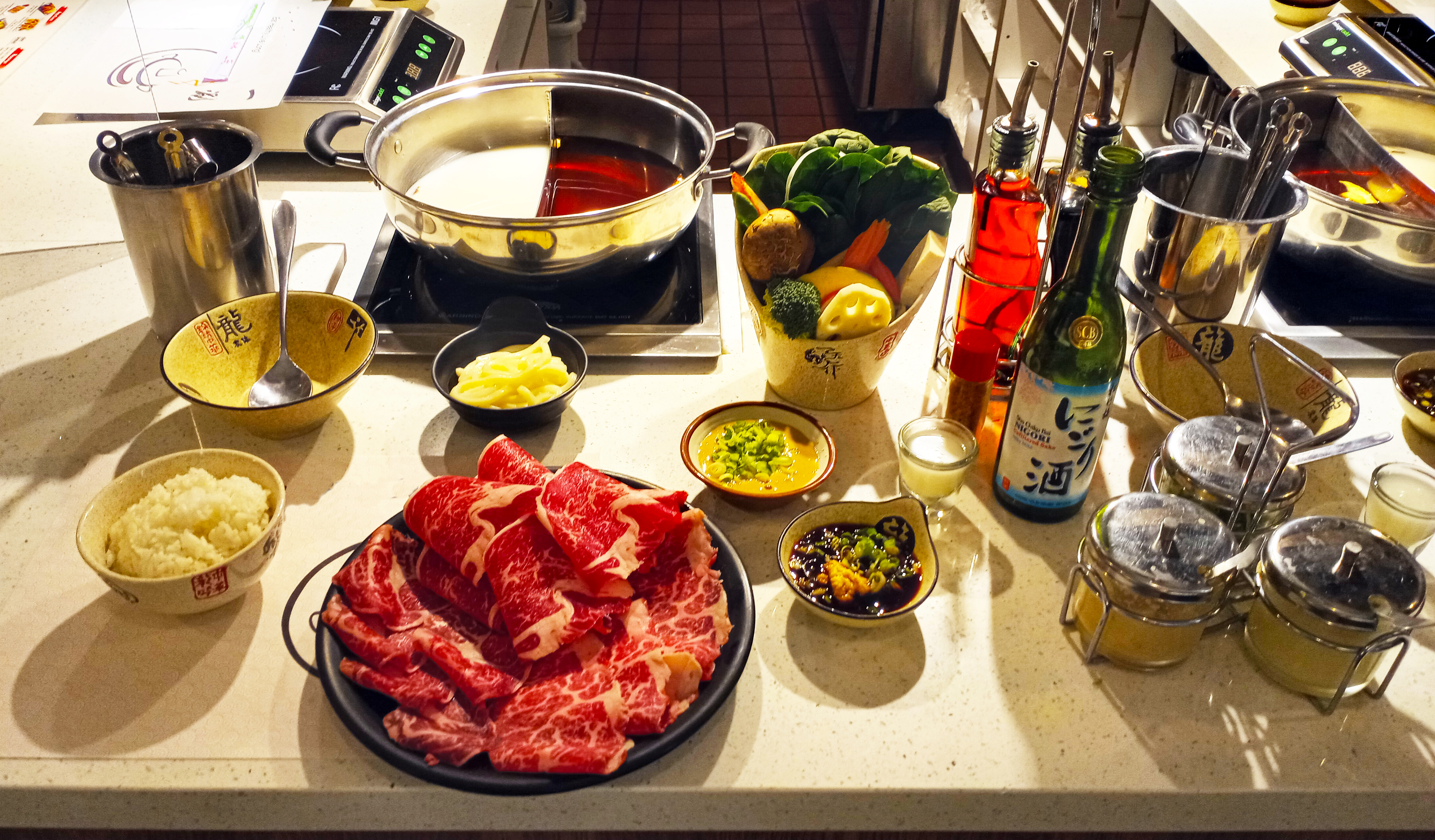
台式涮涮鍋

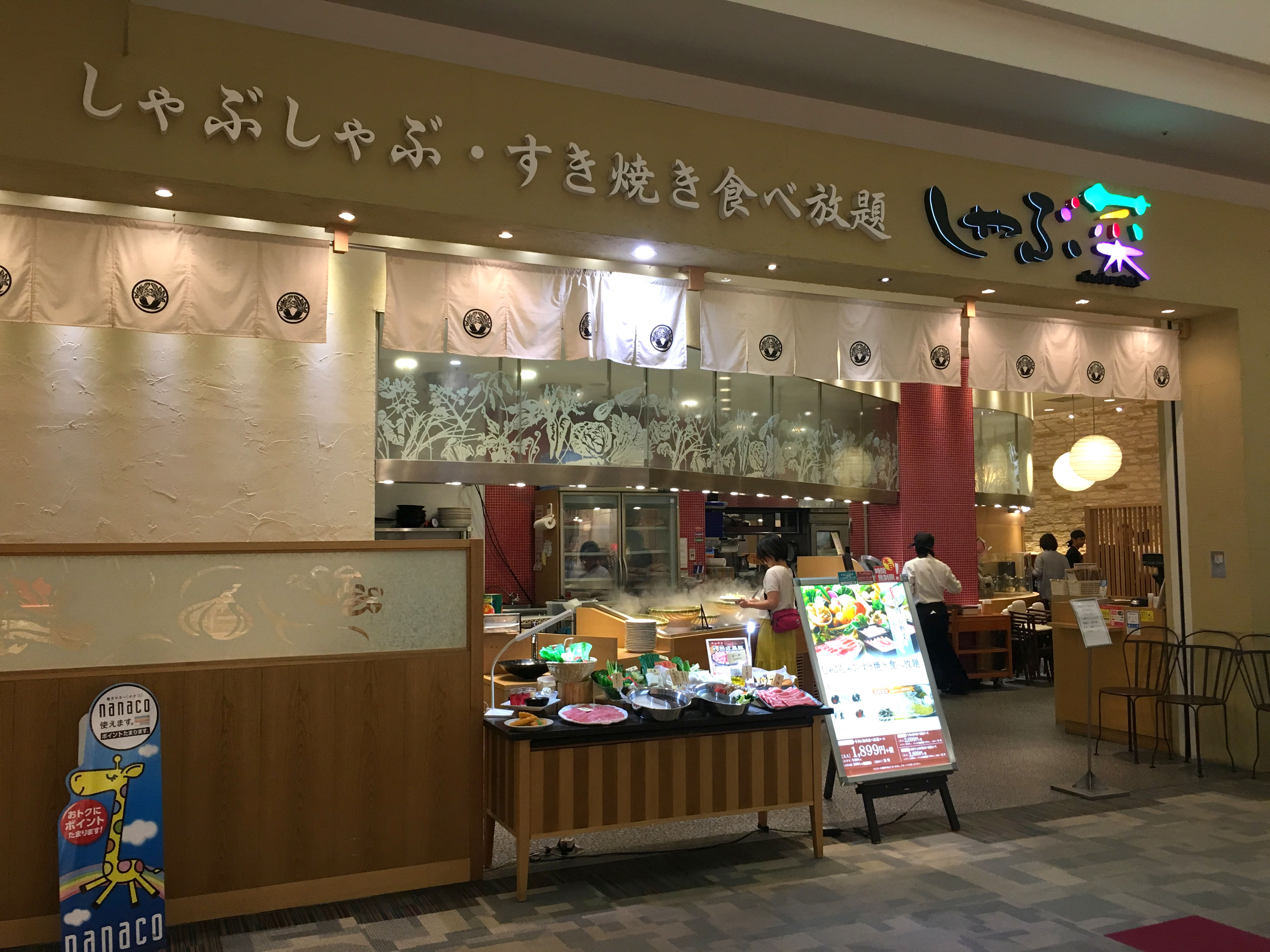

涮涮鍋（日语： shabushabu）是一種日式火鍋，只使用清水加海帶作為湯底，以汆燙薄切和牛片，蘸上日本的柚子醋食用，味道微酸清爽。
涮涮鍋在台灣也相當盛行，於台灣日治時代開始從日本本土流入台灣的酒家，與日本原版相比口味有清淡的也有濃稠的，可以用梅花豬和羔羊肉代替原本的牛肉。現在鍋會提供各國的調味料和湯底，甚至開發出一人用的小鍋，顧客可以按照自己的喜好自由搭配，並且會配備無限量供應的冰淇淋和飲料。涮涮鍋的湯採用昆布、柴魚或豬骨熬成，呈現微微白色的透明狀，在鍋裡也可事先投入各類的蔬菜、菇類、豆腐等植物係食材煮熟，與其它火鍋對比的話，涮涮鍋對腸胃會比較輕盈無負擔。

## 名稱
原本這種涮牛肉的清湯火鍋在日本沒有統一的名稱，這個名詞乃是20世紀在大阪一家名為的餐廳為自己所賣的這種料理命名的，並在1955年註冊為商標，而後日本全國開始把這種火鍋都叫做涮涮鍋。

## 历史

### 中国起源说
該理論是基於蒙古帝国时期的古代營養學家——忽思慧的研究成果。
按照目前最廣為人知的說法，涮羊肉的原型來自於蒙古的一道名為「涮羊肉」的火鍋菜，但沒有明確的證據。 日本的涮羊肉沒有直接繼承這種蒙古風格的羊肉，而是仿照中国北京風格的羊肉，這種羊肉已經在北京安排好了，並從北京傳到京都。中国的涮羊肉與日本的涮涮锅相似，只是它使用的是羊肉，用於這道菜的帶有中央通風孔的圓環形鍋是今天涮羊肉鍋的原型。這種鍋被稱為「火鍋」，其設計是通過在中心的煙囪狀圓筒中垂直放置長條木炭，從中心徑向加熱鍋。 然而，日本的涮鍋被設計成放在煤氣竈或類似的地方，所以它們除了作為煙囪效應導致的排氣通道外，沒有更多的意義。

### 日本起源说
另一種佔优势說法認為，涮羊肉只是水煮的一種形式，牛肉與海鮮、雞肉和豬肉一起用於水煮，所以以這種方式吃牛肉並不新鮮。在日本關西地區，有一種類似於涮羊肉的水煮菜，將肉和蔬菜放在熱水和鋪在鍋底的海帶湯中煮，不加任何調料，至今仍普遍食用。
將這一術語解釋為使用中間有孔的獨特鍋子，在鍋中短時間內煮非常薄的肉片而不取出筷子的「風格」是合適的。然而，經常有這樣的例子，在一些地區不遵循這道菜的方式和原意，在關西地區，這道菜實際上已經和普通的水炊菜一樣了。近年來，從衛生的角度來看，涮羊肉也被人詬病，因為涮羊肉一般不使用筷子，而是要求每個人用自己的筷子夾起生肉，在鍋里遊動時送入口中。
三重縣龜山的一家餐館成立於1935年，聲稱從二戰前（1935年，餐館成立時）就開始供應「水煮肉」。
1945年9月，戰敗後從北京寄居回國的民間藝術活動家吉田展也向京都餐館「十二段家」的西垣光信介紹了這道名為񭫮羊肉的菜。西垣在吉田以及與他有過接觸的柳宗義和河井寬次郎的建議下，用牛肉代替了羊肉，調整了芝麻醬的味道以適應日本人的口味，經過近兩年的試驗和錯誤，包括制作了一個火鍋男孩式的鍋，在1947年將這道菜作為Mizutaki（燉牛肉）商業化。這道菜深受歡迎，據說還被參與民間藝術運動的人傳播到全國各地。
如上所述，涮羊肉是由Eiraku-cho Suehiro的Chuichi Miyake（也被稱為民間藝術運動家）在他的餐館提供這種牛肉水餃時命名為原創商標。
此外，由吉田自己命名的牛肉蘇木鍋仍然在1962年由吉田展亞在其家鄉開設的鳥取民藝美術館附屬的たくみ割烹店餐廳供應。

## 台日涮涮鍋的區別

### 日式涮涮鍋
如果沒有牛肉，可以使用日本當地的鯛魚、河豚、鯰魚、鰻魚的透明切片代替，蘸醬也可換為芥末醬油。

### 台式涮涮鍋
雖然台灣的涮涮鍋有很多號稱日本原版，但實際上已經經過了台灣化的改良，擁有了許多日本涮涮鍋沒有的特點，例如：
1. 鍋既有多人份的、且有一人份的，最多不超過四人，超過四人會在同一張桌子上加入兩個鍋；但日本原版的是一桌一大鍋、多人共享一鍋，無論桌子多大都還是一鍋。
2. 有吃到飽的服務，吃到飽在台灣的涮涮鍋業界是遠近馳名，只有少數日本人開的涮涮鍋因為要堅持採用日本原始模式、才變得使用日本做法；這在價格昂貴的日本本土無法想像的，日本的涮涮鍋只能點一鍋、甚至連裡面的配菜的總數都已經被決定好，不能更改、有時在一些昂貴的店家甚至不能加點，要加點只能加點另一整套鍋。
3. 調味料不僅僅有日式醬油和白蘿蔔泥，還有生雞蛋、芝麻、韓式辣醬、泰式辣醬、台式醬油、醬油膏、九層塔、花生醬、麻辣醬、蕃茄醬放在公用的吧台上，可以讓顧客自由選擇、變化添加，創造出自己喜歡的口味；而真正的日式涮涮鍋只有醬油和白蘿蔔泥作為醬料。
4. 吧台上還有免費的魚丸、貢丸、海鮮（墨魚、蝦子、蟹腳等）、蔬菜（金針菇、香菇、高麗菜、九層塔、地瓜葉、海帶等）、以及豬血糕、台式小香腸、火鍋用臭豆腐，免費的飲料區（提供咖啡、奶茶、紅茶、綠茶、冬瓜茶、可樂、雪碧）和冰淇淋（一般至少有兩種口味以上，有些店家會採用名牌冰淇淋吸引顧客）以供選擇。
5. 通常不是涮涮鍋的專賣店，會和麻辣火鍋、泰國冬陰湯鍋、韓國辣醬鍋、壽喜燒鍋都可以選擇，涮涮鍋只不過是其中一個湯底的種類，顧客甚至能自我搭配出陰陽形的雙重口味火鍋、類似賓士標誌形的三種口味火鍋及九宮格。